# Xã Grand River, Quận Livingston, Missouri
Xã Grand River (tiếng Anh: Grand River Township) là một xã thuộc quận Livingston, tiểu bang Missouri, Hoa Kỳ. Năm 2010, dân số của xã này là 250 người.